# Steve Oliver
Steve Oliver (14 augustus 1964) is een Amerikaanse smooth jazzmuzikant (gitaar, zang), songwriter en producent.

## Biografie
Alhoewel bekend voor zijn werk op het gebied van eigentijdse en smooth jazz, treedt hij op in een omvangrijke verscheidenheid aan stijlen, zoals pop, rock, latin, elektronische en wereldmuziek. Als productief vertolker toert Oliver regelmatig en scoort hij hitsingles in de eigentijdse Billboard Hot 100-jazzhitlijst.

## Prijzen en onderscheidingen
- 3 nummer 1-singles in de Billboard eigentijdse jazzhitlijst.
- 13 Top 20 singles in de Billboard eigentijdse jazzhitlijst.
- Twee keer nominatie voor de Canadian Smooth Jazz Awards voor 'Beste internationale artiest'.
- Fun in the Sun van het album Global Kiss was nummer 1 in de Billboard eigentijdse jazzhitlijst voor 8 weken.

## Discografie

### Studioalbums
- 1999: First View
- 2002: Positive Energy
- 2004: 3D
- 2006: Radiant
- 2010: Global Kiss
- 2012: World Citizen
- 2016: Pictures & Frames
- 2018: Illuminate

### Livealbums
- 2008: One Night Live (w/ dvd)

### Compilatiealbums
- 2014: Best Of...so far

### Vakantiealbums
- 2006: Snowfall

### DVD
- 2008: One Night Live (w/ cd)